# Hammam Guergour
Hammam Guergour (în arabă حمام القرقور) este o comună din provincia Sétif, Algeria.
Populația comunei este de 15.853 de locuitori (2008).